# رونگ (جبر)
در ریاضیات، و به طور خاص در جبر مجرد، rng (با تلفظ رُونگ) (یا حلقه غیر-یکدار یا سودو-حلقه) ساختاری جبریست که در همان خواص حلقه صدق می کند، با این تفاوت که وجود عنصر همانی ضربی فرض نشده (وجودش الزامی نیست). عبارت rng بازی با کلمه ring است که در آن حرف i حذف شده، چرا که در انگلیسی i اول کلمه identity به معنای همانی است.
توافقی در جامعه ریاضیدانان در مورد الزام به وجود عنصر همانی در اصول موضوعه تعریف حلقه وجود ندارد. عبارت "rng" اولین بار به منظور رفع این ابهام، به منظور ارجاع به حلقه های بدون {\displaystyle 1_{R}} ابداع شد. 
برخی از جبر توابع در آنالیز یکدار نیستند، به عنوان مثال، جبر توابع نزولی به صفر در بی نهایت، بخصوص با تکیه‌گاه فشرده روی یک فضای (غیر-فشرده).

## تعریف
به طور دقیق‌تر، رنگ یک مجموعه {\displaystyle R} با دو عملگر دوتایی جمع و ضرب{\displaystyle (+,\cdot )} است بطوری که:
- {\displaystyle (R,+)} یک گروه آبلی باشد.
- {\displaystyle (R,\cdot )} یگ نیم گروه باشد.
- ضرب تحت جمع خاصیت پخشی داشته‌باشد.

و به یک تابع {\displaystyle f:R\to S} از یک رنگ به یک رنگ دیگر همریختی می‌گوییم، هرگاه برای هر {\displaystyle x} و {\displaystyle y} در {\displaystyle R} داشته باشیم:
- {\displaystyle f(x+y)=f(x)+f(y)}
- {\displaystyle f(x\cdot y)=f(x)\cdot f(y)}

## چند مثال
همه حلقه‌ها رنگ هستند. اعداد زوج تحت جمع و ضرب معمولی یک مثال از یک رنگ که حلقه نیست هستند. برای یک مثال ساده دیگر می‌توانید مجموعه همه ماتریس‌های حقیقی ۳در۳ را بگیرید که سطر پایین (ستون پایین) آنها صفر است. هر دو این مثال‌ها نشان دهنده حالتی هستند که برای هر ایده‌آل سره(یک طرفه یا دو طرفه) تشکیل یک رنگ می‌دهد.
عموما رنگ‌ها به طور طبیعی در آنالیز تابعی و عملگر‌های خطی روی فضای برداری بی‌نهایت بعدی ظاهر می‌شوند. برای مثال مجموعه تمام توابع خطی {\displaystyle f:V\to V} با بعد متناهی را روی یک فضای برداری بی‌نهایت بعدی دلخواه {\displaystyle V} در نظر بگیرید. این مجموعه تحت عمل جمع توابع و ترکیب توابع تشکیل یک رنگ می‌دهد اما یک حلقه نیست. همینطور مجموعه همه دنباله‌های حقیقی که به صفر میل می‌کنند تحت اعمال ضرب و جمع جمله‌به‌جمله نیز یک رنگ تشکیل می‌دهد.

## خواص رنگ‌ها
ایده‌آل‌ها، حلقه‌های خارج‌قسمتی و همینطور مدول‌ها دقیقا به همان طریقی که روی حلقه‌ها تعریف می‌شوند، روی رنگ‌ها نیز تعریف می‌شوند.
به طور کلی کار کردن با رنگ‌ها سخت‌تر از حلقه‌ها است و ممکن است روابط کمی پیچیده‌تر شوند. برای مثال در یک ایده‌آل چپ {\displaystyle (r)} تولید شده توسط عضو {\displaystyle r\in R} را کوچکترین ایده‌آل چپ شامل عضو r می‌گوییم؛ بدین ترتیب اگر R یک حلقه باشد این ایده‌آل به سادگی با {\displaystyle R\cdot r} قابل بیان است اما برای رنگ‌ها، از آنجا که {\displaystyle R\cdot r} لزوما شامل r نیست باید تمام ترکیبات صحیح r را هم در نظر گرفت، به عبارت دیگر:
{\displaystyle (r)=R\cdot r+\mathbb {Z} \cdot r=\{a\cdot r+nr:a\in R,n\in \mathbb {Z} \}}
بطوری که nr را باید n بار جمع یا تفریق عضو r با خودش دانست. همین‌طور به شکل مشابه نیز در یک رنگ می‌توان ایده‌آل چپ تولید شده توسط عضوهای  را می‌توان توسط مجموعه زیر تعریف کرد:
{\displaystyle (r_{1},\cdots ,r_{m})=\{a_{1}\cdot r_{1}+\cdots +a_{m}\cdot r_{m}+n_{1}r_{1}+\cdots +n_{m}r_{m}:a_{i}\in R,n_{i}\in \mathbb {Z} \}}
فرمولی که به امی نوتر برمی‌گردد. پیچیدگی‌های مشابهی در تعریف زیرمدول ایجاد‌شده توسط مجموعه‌ای از عناصر یک مدول به وجود می آید.
به وضوح، بعضی از قضیه‌های حلقه برای رنگ‌ها صدق نمی‌کنند، مثلا در یک حلقه برای ایده‌آل سره، یک ایده‌آل ماکسیمال شامل آن وجود دارد. بنابراین برای هر حلقه غیر صفر حداقل یک ایده‌آل ماکسیمال وجود دارد. که هر دو این عبارات برای رنگ‌ها غلط هستند.
همینطور می‌توان ذکر کرد که همریختی رنگ‌ها، عناصر خودتوان را حفظ می‌کند یعنی اگر {\displaystyle f:R\to S} یک همریختی باشد و {\displaystyle r\in R} یک عنصر خودتوان باشد، آنگاه {\displaystyle f(r)} نیز در {\displaystyle S} یک عضو خودتوان است.

### مآخذ
- Bourbaki, N. (1998). Algebra I, Chapters 1–3. Springer.
- Dummit, David S.; Foote, Richard M. (2003). Abstract Algebra (3rd ed.). Wiley. ISBN 978-0-471-43334-7.
- Dorroh, J. L. (1932). "Concerning Adjunctions to Algebras". Bull. Amer. Math. Soc. 38: 85–88. doi:10.1090/S0002-9904-1932-05333-2.
- Kreinovich, V. (1995). "If a polynomial identity guarantees that every partial order on a ring can be extended, then this identity is true only for a zero-ring". Algebra Universalis. 33 (2): 237–242. doi:10.1007/BF01190935. MR 1318988.
- Herstein, I. N. (1996). Abstract Algebra (3rd ed.). Wiley. ISBN 978-0-471-36879-3.
- McCrimmon, Kevin (2004). A taste of Jordan algebras. Springer. ISBN 978-0-387-95447-9.Noether, Emmy (1921). "Idealtheorie in Ringbereichen" [Ideal theory in rings]. Mathematische Annalen (به آلمانی). 83: 24–66. doi:10.1007/BF01464225.
- Szele, Tibor (1949). "Zur Theorie der Zeroringe". Mathematische Annalen. 121: 242–246. doi:10.1007/bf01329628. MR 0033822.
- Zariski, Oscar; Samuel, Pierre (1958). Commutative Algebra. Vol. 1. Van Nostrand.